# Marquis Daniels

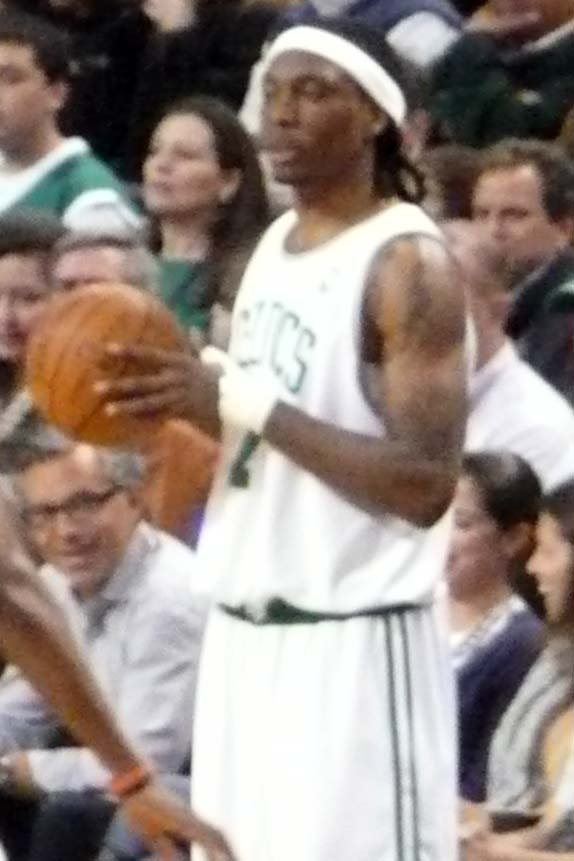
Marquis Daniels

Marquis Daniels Antwane (Orlando, Flórida, 7 de janeiro de 1981) é um jogador profissional de basquetebol norte-americano que jogou nos clubes Dallas Mavericks (2003-2006) e Indiana Pacers (2006-2009). Em setembro de 2009 foi contratado para jogar no clube Boston Celtics de Massachussets. Atualmente defende o Milwaukee Bucks.